# Jacques Constant-Saint-Estève
Jacques Jean Constant-Saint-Estève est un homme politique français né à Saint-Sernin-sur-Rance (Aveyron) le 6 mai 1757 et mort dans la même ville le 13 août 1833.

## Biographie
Jacques Constant-Saint-Estève est le fils d'Antoine Constans, bourgeois, et de Marie Anne Portalou.
Député à l'Assemblée législative de 1791, il est avocat dans son pays.
Il adopte les idées de la Révolution et est élu député de l'Aveyron à l'Assemblée législative, par 234 voix (411 votants). Il fait partie de la majorité et, de retour dans son département, y exerce des fonctions administratives.
Constans-Saint-Estève sert le gouvernement consulaire et impérial comme sous-préfet de Saint-Affrique, depuis le 22 germinal an VIII, date de sa nomination. Il donne sa démission le 17 avril 1815, et est remplacé dans le même poste par son fils.